# Calopedila polyalthiae
Calopedila polyalthiae är en tvåvingeart som först beskrevs av Ephraim Porter Felt 1927.  Calopedila polyalthiae ingår i släktet Calopedila och familjen gallmyggor. Inga underarter finns listade i Catalogue of Life.